# Гуандун
Гуандун (на мандарин: 广东省; пинин: Guǎngdōng), позната още и с европейското си название Кантон, e провинция в южната част на Китай. Административен център и най-голям град в провинцията е град Гуанджоу.

## Наименование
Йероглифът гуан означава просторен, обширен. Използва се за обозначение на провинцията още от времето на династия Западен Дзин. Названията Гуандун и граничащата с нея Гуанси буквално означават просторен изток и просторен запад. Понякога китайците ги наричат с названието Два Гуана (兩廣/两广 – лянгуан).
Съвременното съкратено обозначение 粵/粤 (юъ) произлиза от събирателното название сто юъ (百越), което обединява различните народи, населявали Гуандун в древността.

## История
Историята, културата и езикът (кантонски) на провинция Гуандун силно се отличават от другите региони на страната. През последните години Гуандун се превърна в една от икономически най-добре развитите провинции на Китайската народна република.

## География
Провинция Гуандун е разположена в Южен Китай, граничи с провинциите Фудзян, Дзянси, Хунан, Гуанси, Хайнан и със специалните административни райони Макао и Хонконг. На север и североизток провинцията граничи с Нанлинския и Уиския хребет. На юг бреговете на Гуандун се омиват от водите на Южнокитайско море, a дължината на бреговата ивица е 3368 км.
Надморската височина се увеличава в посока от север на юг. В северната, източна и западната част на Гуандун са разположени високи планински хребети. Хълмовете и планините заемат около 62% от територията на провинция Гуандун, а равнините заемат 38%. В провинция Гуандун има около 640 реки с водосборен басейн над 100 км. Те се отнасят към водните системи на Джудзян.

## Административно деление
Провинция Гуандун се състои от 21 градски префектури:
- Гуанджоу (广州)
- Дунгуан (东莞)
- Маомин (茂名)
- Мейджоу (梅州)
- Фошан (佛山)
- Хойджоу (惠州)
- Хъюан (河源)
- Дзеян (揭阳)
- Дзянмин (江门)
- Цинюан (清远)
- Чаоджоу (潮州)
- Джандзян (湛江)
- Джаоцин (肇庆)
- Джуншан (中山)
- Джухай (珠海)
- Шанвей (汕尾)
- Шантоу (汕头)
- Шаогуан (韶关)
- Шенджен (深圳)
- Юнфу (云浮)
- Яндзян (阳江)

В подчинение на тези градове се намират 49 окръга, 30 градски окръга и 3 автономни окръга.

## Икономика
След освобождението на провинцията и до началото на икономическите реформи на Дън Сяопин от 1978 г., нивото на икономическото развитие на Гуандун е по-ниско от средното за страната. Икономическият курс на китайското правителство предвижда промишлено развитие на северните и централните региони, с които провинция Гуандун е слабо свързана с транспортна инфраструктура. Благоприятното географско положение и икономическият му потенциал дотогава не са използвани поради провежданата от ръководството на КНР изолационистка политика.
Провъзгласената от Дън Сяопин политика на отваряне към външния свят коренно изменя икономиката на провинцията, тъй като чак тогава могат да се използват всички предимства, включително и близостта ѝ с Хонконг и историческите връзки с емигрантите (хуацяо). Друг фактор за бързото икономическо развитие на провинцията е статутът ѝ на икономически изостанала провинция, на която са предоставени данъчни облекчения, в сила до 1990-те.
Днес Гуандун е една от най-богатите китайски провинции. По показателя БВП тя превъзхожда всички останали. През 2003 г. номиналният БВП на Гуандун се равнява на 165 млрд. щатски долара (същия БВП има и Хонконг), като представлява около 12% от националния БВП на Китай. В Гуандун са разположени 3 от 6-те специални икономически зони в КНР: Шенджен, Шантоу и Джухай. Най-добре развит район на Гуандун е този около делтата на река Джудзян.
През 2005 г. Гуандун изпитва най-сериозния за последните 10 години недостиг на електроенергия. Според официални китайски източници този недостиг се запазва и през 2006 г.

## Население
Официалната статистика определя населението на Гуандун на 80 млн. души. Така провинцията заема 4-то място в списъка на най-гъсто населениете китайски провинции. Според една информация в Гуандун непостоянно живеят още около 30 млн. души емигранти от съседни провинции. Ако те са верни, то тогава Гуандун е най-гъсто-населената китайска провинция. Този голям приток на имигранти от другите провинции е свързан с бързорастящия икономически ръст и набирането на работна сила.
Поради естествената си близост до океана Гуандун е историческа родина на много китайски емигранти по целия свят, наричани хуацяо. През 19 век мнозинството работници по железопътните линии на американския Запад са емигранти именно от Гуандун. След икономическия бум в провинцията желаещите да я напуснат стават все по-малко.
Мнозинството от населението на провинция Гуандун са китайци. В северните райони на провинцията живее народността яо. Други народности в провинцията са хмонги, ли и джуанци.
Поради високата гъстота на населението през 2002 година провинция Гуандун е източник на епидемията от атипична пневмония, известна като птичи грип.

## Култура
Провинция Гуандун в културно отношение е разнообразна. Централният район, в който са съсредоточени политическият и икономическият живот, преимуществено е населен с хора, говорещи на кантонски диалект на китайския език. Наред с официалния книжовен език в КНР мандарин кантонският е лингва франка за около 60 млн. души в цялата провинции, които говорят на различни диалекти. Централният район на провинцията също се асоциира с кантонската кухня (粤菜/粵菜), известна както в Китай, така и по света с богатството на вкусовете и екзотичните ястия. Кантонската опера (粵劇/粤剧) представлява вид китайска опера, разпространена в районите, в които се говори кантонски.
Югоизточното крайбрежие на Гуандун (районите на градовете Чаоджоу и Шантоу) се отличават в културно отношение от централните райони на провинцията. Тук са разпространени диалектът чаошан и чаоджоуската кухня.